# Bajauri
Bajauri (Baxauri en euskera) es una localidad del municipio burgalés de Condado de Treviño, en la Comunidad Autónoma de Castilla y León (España). 
La iglesia está dedicada a san Miguel.

## Localidades limítrofes
Confina con las siguientes localidades:
- Al este con Obecuri.
- Al sur con Villaverde.
- Al suroeste con Lagrán.
- Al oeste con Laño.
- Al noroeste con Pariza y Urarte.

## Demografía
Evolución de la población
| Gráfica de evolución demográfica de Bajauri entre 2000 y 2017      |
|                                                                    |
| Población de derecho (2000-2017) según el padrón municipal del INE |

## Historia
Así se describe a Bajauri en el tomo III del Diccionario geográfico-estadístico-histórico de España y sus posesiones de Ultramar, obra impulsada por Pascual Madoz a mediados del siglo XIX:

Aldea en la provincia, audiencia territorial y capitanía general de Burgos (23 leguas), partido judicial de Miranda de Ebro (5), diócesis de Calahorra (13), ayuntamiento de Treviño; Situada en una hondonada circundada de montes que le resguardan de todos los vientos, excepto de los del O; su clima es frío y sano, no obstante de padecerse algunas fiebres catarrales. Tiene 13 casas y 1 iglesia parroquial dedicada a San Cristóbal, y servida por 1 cura. Como a ½ legua de la población se encuentra una fuente de muy buenas aguas. Confina el término por N con Laño, por E con Obecuri, y por S y O con Lagrán, distando ½ legua los dos primeros y 1 el último. El terreno es de muy mediana calidad, la mayor parte de monte poblado; no teniendo más camino que unas veredas que dirigen a los pueblos limítrofes y a Treviño, de donde reciben la correspondencia por medio de un valijero; Producciones: trigo, centeno, avena, patatas y alubias; cría ganado vacuno, mular, lanar, cabrío y de cerda; caza de lobos, liebres, jabalíes, perdices y palomas torcaces; y pesca de cangrejos; Industria y comercio: se reducen a la fabricación de carbón que venden en Vitoria y Haro. Población: 10 vecinos, 38 almas. Capital productivo: 12.000 reales. Imponible: 487.
Diccionario geográfico-estadístico-histórico de España y sus posesiones de Ultramar